# Черньчиці (Зомбковицький повіт)
Черньчиці (пол. Czerńczyce, нім. Frömsdorf) — село в Польщі, у гміні Зембіце Зомбковицького повіту Нижньосілезького воєводства.
Населення — 394 особи (2011).
У 1975-1998 роках село належало до Валбжиського воєводства.

## Демографія
Демографічна структура станом на 31 березня 2011 року:
|          | Загалом | Допрацездатний вік | Працездатний вік | Постпрацездатний вік |
| -------- | ------- | ------------------ | ---------------- | -------------------- |
| Чоловіки | 188     | 29                 | 144              | 15                   |
| Жінки    | 206     | 42                 | 124              | 40                   |
| Разом    | 394     | 71                 | 268              | 55                   |